# Vadamarachchi
Vadamarachchi (tamoul : வடமராட்சி Vaṭamarāṭci, singhalais : වඩමාරච්චි) est l'une des trois régions historiques de la péninsule de Jaffna, dans le nord de Sri Lanka. Les deux autres régions sont Thenmarachchi et Valikamam. 

## Étymologie
Vadamarachchi est parfois écrit Vadamarachi, Vadamaraachi ou Vadamaraadchi.
Vadamarachchi se traduit par "la possession des habitants du nord" ou "the rule of the northerners" en anglais. Il est dérivé des mots tamouls vadamar (résidants du nord) et achchi (possession ou la règle).

## Histoire

### Guerre civile du Sri lanka
La région a été le théâtre de 2 batailles importantes de la guerre :
- Entre Mai et Juin 1987, l'Operation Vadamarachchi fait plus de 1200 morts autant du côtés des Forces armées srilankaises et des Tigres tamouls.
- En Juin 1988, les Forces indiennes de mantien de la paix lance l'Opération Checkmate.